# Diego Hidalgo Durán
Diego Hidalgo Durán (Los Santos de Maimona, província de Badajoz, 13 de febrer de 1886 – Madrid, 31 de gener de 1961) va ser un notari, polític radical i intel·lectual espanyol. Va ser ministre de Guerra durant la Segona República i encarregat de sufocar la revolució d'Astúries de 1934.

## Orígens
Llicenciat en dret, el 1911 obté per oposició la notaria del poble de Moraleja del Vino. El 1918 es trasllada a Madrid, com a membre del Partit Republicà Radical va ser elegit diputat a Corts per la circumscripció de Badajoz en les eleccions de 1931 i 1933. L'11 de febrer de 1933 va participar en la fundació de l'Associació d'Amics de la Unió Soviètica.

## Ministre de la Guerra
Diputat per la província de Badajoz, va ser el primer membre del Partit Republicà Radical que va ocupar la cartera de Ministre de la Guerra d'Espanya entre el 23 de gener i el 16 de novembre de 1934 en els successius gabinets que van presidir Alejandro Lerroux i Ricardo Samper. Sense ser expert en assumptes militars, Hidalgo va prendre de debò la seva responsabilitat, amb el suport del seu cap Alejandro Lerroux, les aspiracions del qual al ministeri van quedar frustrades dos cops a causa de l'oposició de Niceto Alcalá-Zamora.
Davant les reivindicacions de la Unión Militar Española s'esforça per calmar els ànims. Així el 20 d'abril de 1934, les Corts, amb oposició del president de la República, van aprovar una llei d'amnistia per a oficials processats pel Tribunal de Responsabilitats Polítiques, així com la incorporació d'oficials que havien passat a la reserva amb la llei de 9 de març de 1932. Per evitar la preocupació per la consegüent addició de més noms a les ja plenes de gom a gom escales va decretar que la seva reincorporació no alteraria els torns d'ascensos, i va oferir als amnistiats l'opció de retirar-se o passar a la reserva amb paga completa.

## Revolució de 1934
Des d'agost de 1932 els socialistes van intentar atreure's el suport de les classes de tropa per a les seves finalitats revolucionàries, motiu d'alarma per al ministre radical, qui decreta el 19 de juliol la prohibició de tota activitat política per al personal militar.
Com a titular d'aquesta cartera va ser l'encarregat de sufocar la insurrecció asturiana d'octubre de 1934, pel que va comptar amb el general Franco com a assessor personal. La desconfiança del ministre cap als generals Domènec Batet i Eduardo López de Ochoa possibilita el nomenament de Franco com a cap de les operacions militars contrarevolucionàries.

## Dimissió
En sessió parlamentària els dies 7 i 8 de novembre patí l'atac dels monàrquics per la imprevisió davant l'intent colpista d'octubre, plantejant un “vetllat vot de censura al govern” Encara que el govern supera el tràngol, Alejandro Lerroux, aconsellat per José María Gil-Robles y Quiñones, decideix forçar la dimissió tant d'Hidalgo com de Ricardo Samper, els ministres més criticats. Aquesta solució disgustà als radicals i provocà un fort ressentiment amb la CEDA.

## Guerra Civil
En esclatar la Guerra Civil i després de moltes peripècies, va aconseguir salvar la seva vida refugiant-se a París on va romandre fins al final de la guerra, després de la qual va tornar a Espanya. Un periodista nord-americà, corresponsal de guerra per a l'agència Associated Press va aconseguir entrevistar-lo al seu amagatall:
| « | Tots els que van prendre part en la repressió, i que la present guerra va sorprendre al territori del govern, han estat víctimes de la venjança dels qui van concertar-hi el seu odi. Però Diego Hidalgo, que hagués estat el seu trofeu mes preuat, encara estava viu i en llibertat quan jo vaig abandonar Espanya. | » |

## Escrits
- Un notario español en Rusia, 1929.
- ¿Por qué fui lanzado del ministerio de la guerra?: diez meses de actuación ministerial, 1934.
- José Antonio de Saravia: de estudiante extremeño a general de los ejércitos del Zar, 1936.
- Nueva York: impresiones d'un español del siglo XIX que no sabe inglés, 1947.